# ديلفيم بيكسوتو
ديلفيم دي بادوا بيكسوتو فيلهو يعرف أكثر باسم ديلفيم بيكسوتو (3 يناير 1941 - 28 نوفمبر 2016) كان سياسي برازيلي ومسؤول رياضي في كرة القدم ولقد توفي عقب كارثة رحلة خطوط لاميا الجوية 2933.